# Unternehmensverband Ruhrbergbau
Der Unternehmensverband Ruhrbergbau (UVR) war von 1952 bis 1999 der Zusammenschluss der Unternehmen des Steinkohlenbergbaus im Ruhrgebiet. Sein Sitz war in Essen.

## Geschichte
Der Unternehmensverband Ruhrbergbau wurde am 5. Juli 1952 gegründet. Er trat an die Stelle des Vereins für die bergbaulichen Interessen im Oberbergamtsbezirk Dortmund (von 1858 bis 1945) und der Deutschen Kohlenbergbau-Leitung (von 1947 bis 1952). Vergleichbare (kleinere) regionale Unternehmensverbände bestanden in den übrigen Revieren des deutschen Steinkohlenbergbaus: im Saarrevier, im Aachener Revier und für den niedersächsischen Steinkohlenbergbau.
Der UVR war ein Wirtschaftsverband und vertrat die wirtschaftlichen Interessen seiner Mitglieder, darunter auch einige dem Steinkohlenbergbau nahestehende Unternehmen. Die sozial- und tarifpolitischen Interessen nahm als Arbeitgeberverband ein dem UVR eng verbundener Verband wahr, der Gesamtverband des deutschen Steinkohlenbergbaus (GVSt).
1998 schlossen sich die beiden weitaus größten deutschen Steinkohleunternehmen, die RAG Aktiengesellschaft (ehemals Ruhrkohle AG) und die Saarbergwerke AG, zur RAG Deutsche Steinkohle AG zusammen. Infolgedessen waren regionale Unternehmensverbände des Steinkohlebergbaus nicht mehr angebracht. Zum 1. Dezember 1999 wurde der UVR in den Unternehmensverband Steinkohlenbergbau (UVSt) umgewandelt.